# Feria Internacional de Arequipa
La Feria Internacional de Arequipa, conocida también como FIA es un evento comercial anual que se desarrolla desde agosto de 1986 en la ciudad de Arequipa en el marco de las celebraciones por el aniversario de su fundación.
El recinto donde se lleva a cabo es el Campo Ferial Cerro Juli en el distrito de José Luis Bustamante y Rivero y desde 1993 es organizado por la Asociación Empresarial Cerro Juli, la cual tiene la concesión del campo ferial hasta el 2024.

## Historia
Un grupo de dirigentes y trabajadores pertenecientes a la Federación Agraria Departamental de Arequipa (FADA) tuvieron la iniciativa de desarrollar una feria que se convirtiera en un importante punto de concurrencia para las fiestas jubilares de la ciudad de Arequipa, ello dio como resultado la materialización de la Feria Internacional de Arequipa en los terrenos de Cerro Juli, cuya primera edición se desarrolló en agosto de 1986.
El evento congregaba empresas que presentaban bienes y servicios a la población, así como exposiciones y concursos agropecuarios; además de alternativas gastronómicas, de entretenimiento y presentaciones de intérpretes y grupos musicales de la escena local e internacional, emulando así a otras importantes ferias nacionales de la época como la Feria del Hogar en Lima.
A fines de 1992 se conformó la Asociación Empresarial Cerro Juli, un grupo de instituciones y empresas que desde agosto de 1993 tomó la posta de la organización de la feria, siendo artífice de su evolución a través de los años.
Debido a la pandemia de COVID 19, se suspendió el desarrollo presencial de la feria entre los años 2020 y 2021, sin embargo, se organizaron eventos virtuales análogos para fines de recordación de marca.
En agosto de 2022 se desarrolló una nueva edición presencial tras dos años de ausencia con el lema "Reconectémonos", desde entonces incorporó la venta de entradas a través de plataformas virtuales como Joinnus (2022) y Teleticket (2023).
Para 2023 la FIA desarrolló una edición especial por sus 30 años, para la cuenta de este aniversario se tomó en consideración el tiempo en el cual el evento es organizado por la Asociación Empresarial Cerro Juli y no la primera edición en si, que se llevó a cabo 37 años atrás.
Dado que para el año 2024 se vence la concesión por 30 años del Campo Ferial a la Asociación Empresarial Cerro Juli, esta anunció la "última edición" de la FIA a desarrollarse entre el 9 y 18 de agosto del 2024, tras ello, el futuro de la feria, así como otros fines y usos del campo ferial a partir del 2025 dependerán de la nueva asociación ganadora de la concesión.

## Jardín de la Cerveza
Un evento paralelo que se lleva a cabo en su recinto desde 1992 es el Jardín de la Cerveza Arequipeña, ciclo de conciertos organizado por la Unión de Cervecerías Peruanas Backus & Johnston en el cual se presentan artistas musicales locales, nacionales e internacionales a la vez que se fomenta el consumo interno de la mencionada bebida.
En los conciertos de los días 14 de agosto es tradición pausar el espectáculo para entonar el Himno de Arequipa con la multitud asistente pasada la medianoche a manera de serenata a la ciudad.